# Agrupació Femenina Radical
L'Agrupació Femenina Radical va ser una organització de dones del Partit Republicà Radical a Castelló de la Plana, creada el 1932.

## Història
El Partit Republicà Radical no mantenia posicions molt avançades respecte a la incorporació de la dona a l'activitat política. El protagonisme de la dona, tot i reconèixer-la una sèrie de drets, es veia més vinculat a la llar i a la família, però a una llar i a una família republicana, fonamentades en una ètica i un esperit republicà que feia insistència en què d'aquelles llars haurien d’eixir els futurs republicans. La difusió dels principis republicans entre les dones es convertia en un assumpte clau, ja que tenien la responsabilitat d'educar els seus fills. Els col·lectius femenins exercirien aquesta labor de socialització dels valors polítics del republicanisme i amb aquesta finalitat va sorgir l’Agrupació Femenina Radical que, encara que gaudia de plena autonomia en el seu funcionament d'acord amb el seu reglament, havia d’actuar sempre «dentro de las bases y programas del Partido Radical al que tenían que estar afiliados todos sus socios». No va ser fins a la Segona República quan la presència de la dona en institucions del Partit Republicà Radical de Castelló es va fer realitat.
El 1932 naixia amb la intenció de reclutar les ciutadanes més conscienciades i participatives en l’àmbit local i amb uns objectius precisos: vetllar pels drets de les dones i dels xiquets i d’exercir una labor de socialització dels valors polítics del republicanisme, alhora que prestar ajuda a les associades necessitades en cas de malaltia o falta de treball. És a dir, en harmonia amb els ideals del partit, assignava a la dona tasques considerades exclusivament «femenines». En el seu reglament constava que era una associació essencialment instructiva i benèfica, tant en l’ordre social com en el polític, i amb l'objectiu d’enfortir les relacions d’amistat i d'estima entre tots els republicans. Entre les dones implicades amb l'Agrupació cal destacar-ne Dolores Climent, Concepción Gasset Solis i Teresa Giner. L'Agrupació tenia la seua seu al carrer Ruiz Zorrilla de Castelló, en el Centre Instructiu de la Unió Republicana.
Com a organisme autònom de l’Agrupació Femenina Radical es va crear el rober anomenat "Mariana Pineda", òrgan autònom del Partit Radical dedicat a la beneficència i a proporcionar socors en espècie o en metàl·lic als necessitats, impedits, ancians, etc. El rober es mantenia amb quotes i donatius de l’Agrupació Femenina i fou gestionat per Concepción Gasset i Dolores Climent.